# ریموند دپاردون
ریموند دپاردون (فرانسوی: Raymond Depardon‎؛ ۶ ژوئیهٔ ۱۹۴۲ – ) یک عکاس، روزنامه‌نگار، و مستندساز اهل فرانسه است. او در سال 2016 موفق به دریافت جایزه لژیون دونور فرانسه شد.